# Lauderhill (Florida)
Lauderhill es una ciudad ubicada en el condado de Broward en el estado estadounidense de Florida. En el Censo de 2010 tenía una población de 66.887 habitantes y una densidad poblacional de 3.017,32 personas por km².

## Geografía
Lauderhill se encuentra ubicada en las coordenadas 26°9′40″N 80°13′25″O / 26.16111, -80.22361. Según la Oficina del Censo de los Estados Unidos, Lauderhill tiene una superficie total de 22.17 km², de la cual 22.08 km² corresponden a tierra firme y (0.37%) 0.08 km² es agua.

## Demografía
Según el censo de 2010, había 66.887 personas residiendo en Lauderhill. La densidad de población era de 3.017,32 hab./km². De los 66.887 habitantes, Lauderhill estaba compuesto por el 18.21% blancos, el 75.88% eran afroamericanos, el 0.27% eran amerindios, el 1.59% eran asiáticos, el 0.04% eran isleños del Pacífico, el 1.5% eran de otras razas y el 2.52% pertenecían a dos o más razas. Del total de la población el 7.37% eran hispanos o latinos de cualquier raza.